# Synclera stramineatis
Synclera stramineatis is een vlinder uit de familie van de grasmotten (Crambidae), uit de onderfamilie van de Spilomelinae. De wetenschappelijke naam van deze soort is voor het eerst voorgesteld door Jagbir Singh Kirti in een publicatie uit 1993.
De soort komt voor in India (Arunachal Pradesh).